# Colin McEvedy
 (avril 2010).
 (juin 2021).
Colin Peter McEvedy (6 juin 1930 – 1er août 2005), est un psychiatre, historien et géographe écossais. Il est né à Salford, Lancashire et décédé à Londres.

## Biographie
Fils du chirurgien Peter McEvedy, il s'oriente vers la médecine par l'admiration du corps de métier de son père. Obtenant une bourse au Magdalen College d'Oxford, il déménage à Guy's Hospital et rejoint la Royal Aircraft Establishment à Farnborough. Là-bas, il prend part à la recherche sur les effets de la privation d'oxygène en haute altitude sur les pilotes.
Il quitte l'armée de l'air en 1959. Dès l'année suivante, il rejoint l'hôpital psychiatrique de Maudsley. 
Il publie son premier atlas historique, The Penguin Atlas of Medieval History en 1961. Le professeur Sir Aubrey Lewis, directeur de la Maudsley, impressionné par la réussite intellectuelle de ce jeune médecin, l'invite à rejoindre son équipe.
Après l'obtention de son diplôme de médecine psychologique, McEvedy est transféré à l'hôpital Middlesex où, en 1970, il publie avec son conseiller Bill Beard deux documents très controversés dans le British Medical Journal sur "Royal Free maladie", une épidémie obscure qui s'était abattue sur le personnel soignant du Royal Free Hospital de Londres, elle se caractérisait par une fatigue, une variété de symptômes subjectifs ainsi que de certains signes neurologiques ambigus. 
En attendant, il poursuit ses recherches sur l'histoire occidentale sous la forme de cartes historiques. Il publie de nombreux atlas en partant de l'apparition de l'Homo erectus en Europe (environ 500 000 av. J-C) et se terminant avec une carte de la population pour l'année 2000. 
Beaucoup de démographes professionnels n'ont d'abord prêté aucune attention à ses travaux. Au fil des années, des revues démographiques font de plus en plus référence à son travail. 
En 1995, il se retire de son travail hospitalier afin de se consacrer au travail des cartes.
McEvedy a été marié à Jenny McKinnon Wood dont il eut une fille, Binky. Il se maria une seconde fois en 1966 avec Sarah Leakey et cette union prit fin en 1988 par la mort de sa femme. De ce mariage, il eut deux filles : Flore et Allegra. 
Sa fille Allegra McEvedy est aujourd'hui cofondatrice de la chaîne de restaurants Léon, et nommée Membre de l'Ordre de l'Empire britannique (MBE) en 2008 Honours Birthday.
Comme son père, il décèdera d'un cancer en 2005.

## Travaux et publications

### Travaux
Si la profession de McEvedy était la psychiatrie, dans laquelle il eut une carrière distinguée, c'est par ses activités  d'historien, de démographe et de polygraphe qu'il est connu par le grand public (notamment pour ses atlas historiques). Entre 1961 et 2002, il produit des atlas historiques, qui ont la particularité d'illustrer les changements et évolutions diachroniques, de l'Antiquité jusqu'à l'époque contemporaine. Ainsi, dans les atlas de McEvedy, on peut suivre à la trace la conquête indo-européenne de l’Asie, d’abord de l’Asie Mineure, puis de l’Asie centrale, de la Perse, de l’Inde et du Sin-Kiang, région à partir de laquelle ils ont sans doute, un jour, atteint le Pacifique. 
Un tel exploit semble impossible sans la contribution de spécialistes, mais McEvedy se fait le conteur des mouvements de population, de la propagation des langues, du commerce et de la croissance des villes ainsi que de leurs évolutions, comme un kinétoscope victorien. C'est en cela que réside l'originalité de ses travaux. 
Pour McEvedy, l’histoire n’est rien d’autre que la collision entre des peuples « archétypaux », parmi lesquels les « Indo-Européens », les « Hunno-Turco-Mongols », les « Sémites » de la péninsule arabique et bien d'autres. L’histoire tout entière est le produit des vicissitudes, des systoles et diastoles, qui affectent le destin existentiel de ces peuples “matriciels”, qui les font bouger, aller de l’avant ou se recroqueviller sur leur patrie initiale. Les périodes offensives sont les périodes de gloire ; les périodes de repli indiquent un déclin et une misère.

### Publications
Publication origine : Penguin Historical Atlases
- (en) The Penguin atlas of medieval history, Harmondsworth, Middlesex, Penguin Books, 1961 (ISBN 0-14-070822-7)
 Atlas de l'histoire du Moyen Age  (trad. Colette Vlérick), Bouquins, 1985, 96 p. (ISBN 978-222104775-0)
  - Revised as: (en) The new Penguin atlas of medieval history, London, England New York, USA, Penguin Books, 1992, 112 p. (ISBN 0-14-051249-7)
- (en) The Penguin atlas of ancient history, Harmondsworth, Middlesex, England New York, N.Y., U.S.A, Penguin Books, 1967 (ISBN 0-14-051151-2)
 Atlas de l'histoire ancienne  (trad. Colette Vlérick), Bouquins, 1985, 96 p. (ISBN 978-222104556-5)
  - Revised as: (en) The new Penguin atlas of ancient history, London, England New York, N.Y., U.S.A, Penguin Books, 2002, 128 p. (ISBN 0-14-051348-5)
- (en) Penguin atlas of modern history (to 1815), Harmondsworth, Middlesex, Penguin, 1989, 94 p. (ISBN 0-14-051153-9)
 Atlas de l'histoire moderne : jusqu'à 1815, Bouquins, 1985, 96 p. (ISBN 978-222104776-7)
- (en) The Penguin atlas of recent history : Europe since 1815, Harmondsworth, Middlesex, England New York, N.Y., U.S.A, Penguin, 1982, 95 p. (ISBN 0-14-051154-7)
  - (en) The new Penguin atlas of recent history : Europe since 1815, London New York, Penguin, 2002, 112 p. (ISBN 0-14-051504-6)
- (en) The Penguin atlas of North American history, London New York, Penguin, 1988, 112 p. (ISBN 0-14-051128-8)
- (en) The Penguin atlas of African history, London New York, Penguin Books, 1995, 144 p. (ISBN 0-14-051321-3)
- (en) The Penguin historical atlas of the Pacific, New York, Penguin Books, 1998, 120 p. (ISBN 0-14-025428-5)

The Atlas of World History (with Sarah McEvedy)
- (en) The atlas of world history, Londres, Hart-Davis, 1970 (ISBN 0-298-79125-0)
- (en) The classical world, Londres, Hart-Davis, 1973 (ISBN 0-298-79126-9)
- (en) The Dark Ages, Londres, Hart-Davis, 1972 (ISBN 0-298-79127-7)

Volumes non publiés :
- The Medieval World
- The European Expansion
- Revolutions
- Colonial Empires
- The Modern Age

Autres livres
- (en) Colin McEvedy et Richard Jones, Atlas of world population history, Harmondsworth New York etc, Penguin, 1978, 368 p. (ISBN 0-14-051076-1)
- Rise of the World's Cities (1984)   (ISBN 0-87196-773-1)
- (en) The Macmillan world history factfinder, New York, Macmillan, 1985, 208 p. (ISBN 0-02-583190-9)

Articles
- "The Bubonic Plague" Scientific American février 1988

 'Articles'
- "La peste bubonique"Scientific Americanfévrier 1988